# Gertruda Munitić
Gertruda Munitić (Omiš, 30. srpnja 1939.) je hrvatska operna pjevačica.

## Životopis
Otac joj je bio glazbenik, član zbora HNK-a Split i dirigent amaterskih zborova. Završila je srednju glazbenu školu u Splitu, svirala je klavir i violončelo. Rano je počela nastupati u kazalištu. Dvije je godine honorarno pjevala u splitskom kazalištu, a onda joj je stalni angažman ponudilo osječko kazalište, u kojem je provela punih deset godina. Dugi niz godina bila je članica sarajevske opere. U bogatoj karijeri osvojila je brojne nagrade, među ostalima i Šestoaprilsku nagradu Grada Sarajeva i nagradu "27. juli BiH" za kreacije u "Rigolettu", "Traviati", "Kiss me Kate" i "My Fair Lady", te bila miljenica mnogih ljubitelja opere, oduvijek je privlačila zanimanje javnosti. Godine 2007. preselila se iz Sarajeva u Zagreb gdje i danas živi.

## Filmografija

### Televizijske uloge
- "Sedam plus sedam" kao Gertruda (1979.)
- "Karađoz" kao Nigar-Hanim (1971.)
- "Naše malo misto" kao uspaljena pacijentica u doktorovoj ordinaciji (1971.)

### Filmske uloge
- "Stari Beograd" (1981.)

## Zanimljivosti
Otac joj je zbog politike i hrvatstva bio osuđen na smrt strijeljanjem. Tito ga je pomilovao. Pjevala mu je 14 puta. Strani mediji su je 70-ih proglasili Titovom četvrtom suprugom. Zvali su je u Ameriku pod uvjetom da joj pored imena na plakatu piše da je Titova supruga. Brojni domaći mediji predstavljali su je kao njegovom ljubavnicom. Ona je to nekoliko puta demantirala.

## Vanjske poveznice
- Gertruda Munitić u internetskoj bazi filmova IMDb-u (engl.)
- Intervju s hrvatskom primadonom
- Goodreads, "Primadonna Gertruda Munitić" autor Jasmin Bašić
- Reportaža s promocije monografije "Primadona Gertruda Munitić"
- Intervju s Gertrudom Munitić